# Yūbikan

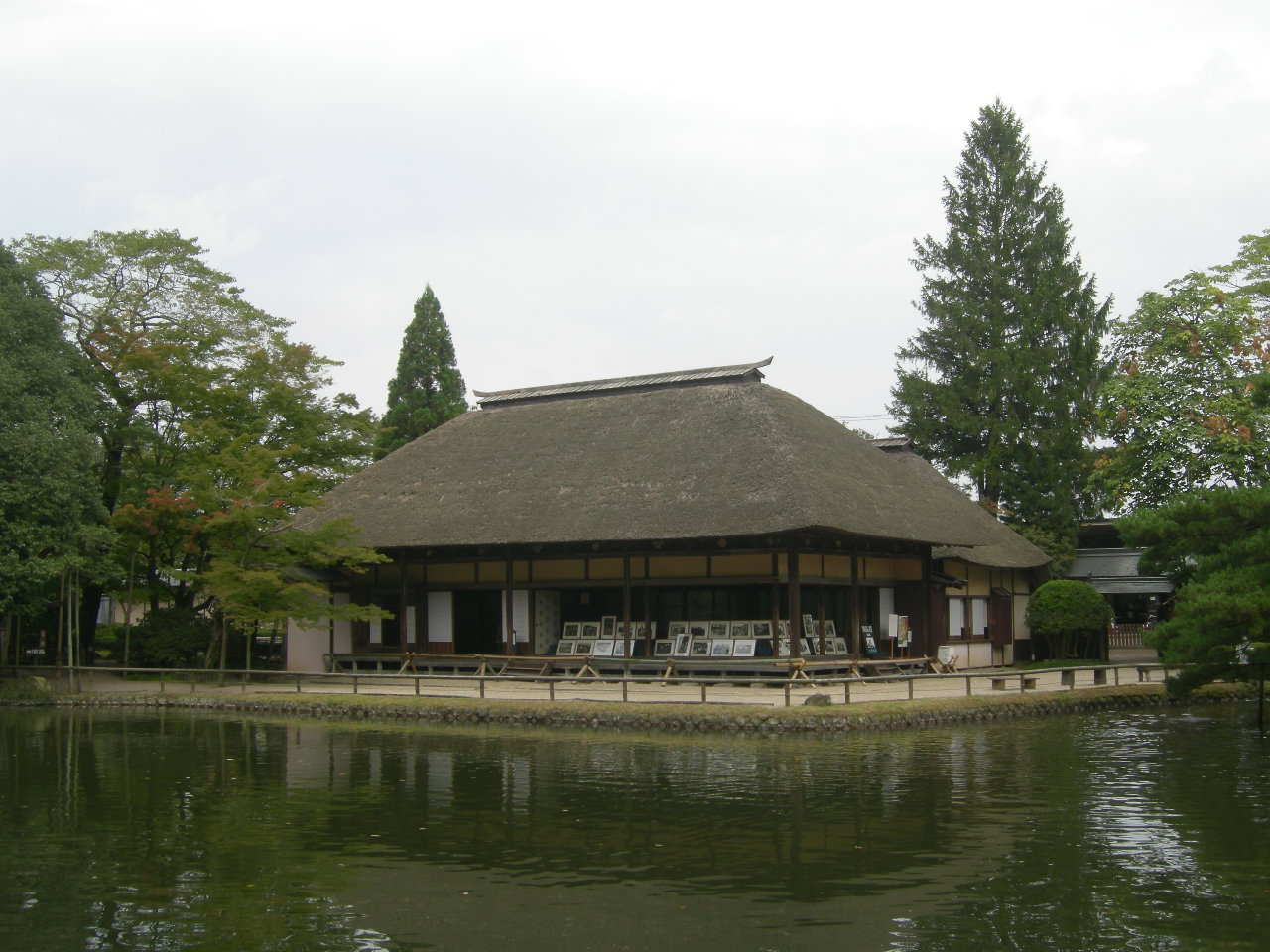
Yūbikan, détruit lors du séisme de 2011 de la côte Pacifique du Tōhoku.

Le Yūbikan (有備館) est une école han pour le clan Date au cours de l'époque d'Edo. Elle est déplacée à Ōsaki, préfecture de Miyagi en 1692. Ses jardins, qui datent de 1715, emploient la toile de fond des ruines du château d'Iwadeyama comme paysage d'emprunt (en),. Ils sont désignés « site historique du Japon » et « endroit de beauté scénique. Le Yūbikan est détruit et ses jardins sévèrement endommagés par le séisme de 2011 de la côte Pacifique du Tōhoku.